# Mouvement de libération nationale arménien
Le mouvement de libération nationale arménien,, (en arménien Հայ ազգային-ազատագրական շարժում), aussi appelé « Mouvement de libération arménien »,,,, « Mouvement révolutionnaire arménien »,,, « Mouvement des fédaïs arméniens »,,, (ֆիդայական շարժում), « Mouvement des volontaires arméniens »,, ou encore « Révolution arménienne »,,, est un mouvement nationaliste ayant pour objectif la création d'un État arménien (voir Grande Arménie). Ce mouvement comprend des organisations sociales, culturelles, mais principalement des organisations politiques et militaires qui atteignent l'apogée de leur puissance et de leur influence pendant la Première Guerre mondiale et les années qui suivent ce conflit.
Influencé par le siècle des Lumières et la montée du nationalisme (en) dans l'Empire ottoman, le mouvement national arménien se développe au début des années 1860. Il émerge de manière similaire aux mouvements nationaux qui se développent dans les Balkans, l'exemple probablement le plus proche étant celui des révolutionnaires grecs qui combattent durant la guerre d'indépendance grecque (1821-1829),. Les élites arméniennes et différents groupes militants cherchent alors à défendre la population arménienne chrétienne majoritairement rurale de l'est de l'Empire ottoman face aux musulmans ; toutefois, l'objectif ultime est alors au départ de faire pression pour obtenir des réformes concernant le statut des six vilayets puis, après l'échec de cette entreprise, de tout mettre en œuvre pour parvenir à la création d'un État arménien dans les régions majoritairement peuplées par des Arméniens des empires ottoman et russe,.
Depuis la fin des années 1880, le mouvement de libération nationale arménien, mené par les trois partis politiques que sont le parti social-démocrate Hentchak, le parti Arménagan et la Fédération révolutionnaire arménienne, s'engage dans une guérilla contre le gouvernement ottoman et les troupes irrégulières kurdes dans les régions orientales de l'empire. Les Arméniens en général perçoivent alors la Russie comme leur allié naturel dans leur combat contre les Turcs, même si l'Empire russe menait une politique répressive dans le Caucase. C'est seulement après avoir été chassé d'Europe à l'issue des guerres balkaniques que le gouvernement ottoman fut forcé de signer un plan de réformes concernant les Arméniens début 1914, mais ce plan est rapidement mis de côté avec le début de la Première Guerre mondiale.
Pendant la Première Guerre mondiale, les Arméniens de l'Empire ottoman sont exterminés par le gouvernement durant le génocide arménien. Selon les estimations, sur la période allant de 1894 à 1923, entre 1 500 000 et 2 000 000 Arméniens sont tués. Après que la décision de mettre en œuvre le génocide fut prise par le ministre de l'Intérieur ottoman Talaat Pacha et exécuté au départ par la Directive 8682 le 25 février 1915, des dizaines de milliers d'Arméniens de Russie rejoignent l'armée russe du Caucase au sein des unités de volontaires arméniens avec la promesse du gouvernement russe qu'ils obtiendraient leur autonomie. Jusqu'en 1917, la Russie contrôle une bonne partie des régions de l'Empire ottoman où les Arméniens sont nombreux. Cependant, après la révolution d'Octobre, les troupes russes abandonnent le front du Caucase et laissent les troupes irrégulières arméniennes seules face à l'armée ottomane. Le Conseil national arménien proclame la république d'Arménie le 28 mai 1918, établissant ainsi un État arménien dans les provinces habitées par les Arméniens dans le Caucase du sud.
En 1920, le gouvernement bolchévique parvient au pouvoir en Russie tandis que le gouvernement d'Ankara fait de même en Turquie. Les révolutionnaires turcs parviennent à occuper la partie occidentale de l'Arménie à la suite de la guerre arméno-turque tandis que l'armée rouge envahit et annexe la république d'Arménie en décembre 1920. Un traité de fraternité, le traité de Moscou, est signé entre la Russie bolchévique et la Turquie kémaliste en 1921. Les anciennes provinces arméniennes contrôlées auparavant par l'Empire russe sont pour la plupart annexées de nouveau par l'Union soviétique, et sur une partie de ces provinces est établie la république socialiste soviétique d'Arménie. Des centaines de milliers de réfugiés du génocide trouvent refuge au Moyen-Orient, en Grèce, en France et aux États-Unis, inaugurant une nouvelle phase du développement de la diaspora arménienne. L'Arménie soviétique existe jusqu'à la chute de l'URSS, en 1991 ; lui succède l'actuelle, et troisième, république d'Arménie.

## Prémices

### Contexte
Le nationalisme est un facteur déterminant dans le développement de l'Europe. Au XIXe siècle, une vague de nationalisme romantique déferle sur le continent et transforme les pays européens. De nouveaux pays sont formés par l'unification de plus petits États avec une « identité nationale » commune, comme c'est le cas pour l'Allemagne (voir unification allemande) ou l'Italie (voir Risorgimiento). D'autres pays émergent en gagnant leur indépendance, comme la Roumanie, la Grèce, la Pologne ou encore la Bulgarie. Les Arméniens vivent principalement dans les empires ottoman et russe à l'époque de cette montée en puissance du nationalisme. En 1827-1828, Nicolas Ier, tsar de Russie, demande l'aide des Arméniens pendant la guerre russo-persane de 1826-1828 et leur promet en échange l'amélioration de leurs conditions de vie. En 1828, la Russie annexe Erevan et la campagne environnante avec le traité de Turkmantchaï. Les Arméniens vivant en Perse sont encouragés à émigrer en Arménie russe et 30 000 d'entre eux répondent à l'appel. En 1828, la Russie déclenche la guerre russo-turque de 1828-1829, conflit qui se termine sur le Traité d'Andrinople (1829) qui permet à la Russie d'obtenir les villes d'Akhalkalak et d'Akhaltsikhé. On assiste alors à une nouvelle vague d'immigration : 25 000 Arméniens ottomans partent s'installer en Arménie russe. La Russie a ainsi récupéré sur son territoire une portion importante d'Arméniens. Dans le recensement de l'Empire russe de 1897, on dénombre 1 127 212 Arméniens sur les terres de l'Empire (439 926 à Erevan ; 298 790 à Elisavetpol ; 72 967 à Kars ; 230 379 à Tiflis ; 52 770 à Bakou ; 6 223 à Chernomorsk ; 1 652 dans le Daghestan ; 24 505 à Koutaïssi). À la même époque, le géographe français Vital Cuinet estime en 1896 qu'il y a 1 095 889 Arméniens dans l'Empire ottoman (97 450 dans le vilayet d'Adana ; 37 999 dans le vilayet d'Alep ; 94 298 dans le vilayet d'Ankara ; 131 300 dans le vilayet de Bitlis ; 88 991 dans le vilayet de Bursa ; 67 718 dans le vilayet de Diyarbekir ; 134 967 dans le vilayet d'Erzurum ; 15 105 dans le vilayet d'İzmir ; 48 655 à İzmit ; 2 647 dans le vilayet de Kastamonu ; 79 128 dans le vilayet de Mamouret-ul-Aziz ; 170 433 dans le vilayet de Sivas ; 44 100 dans le vilayet de Trébizonde ; 79 998 dans le vilayet de Van),,,. Beaucoup d'Arméniens ont à l'époque des coutumes russes. De plus, la Russie représente aussi, pour les Arméniens, une voie vers l'Europe.
La Russie cherche à russifier l'Arménie, au départ de manière limitée, puis de manière de plus en plus importante. Ainsi, en 1836, elle vise l’Église arménienne, institution jouant un rôle capital pour le maintien des Arméniens en tant que nation distincte. La Russie cherche ainsi à limiter le pouvoir politique du clergé arménien, tout en garantissant son autonomie.
En 1839, dans une tentative d'endiguer la montée des mouvements nationalistes au sein de l'Empire ottoman, les sultans réformistes Mahmoud II and Abdülmecid Ier, ainsi que des réformateurs bureaucrates de premier plan formés en Europe, mettent en place le Tanzimât. Cette politique inclut celle de l'ottomanisme, mesure ayant pour objectif d'unir tous les peuples vivant de l'Empire ottoman, « musulmans et non-musulmans, Turcs et Grecs, Arméniens et Juifs, Kurdes et Arabes ». Pour ce faire, la loi islamique est mise en retrait en faveur de la loi laïque. Cette politique débute officiellement avec l'Édit noble de la Maison Rose (ou Hatti-chérif) en 1839, qui déclare l'égalité devant la loi des sujets de l'Empire musulmans et non-musulmans.
En 1863, les Arméniens ottomans obtiennent un train de réformes majeures avec l'extension du Tanzimat. La Constitution nationale arménienne, texte de 150 articles rédigés par Nahabed Roussinian, Servichen, Nigoghos Balian, Krikor Odian et Krikor Margossian, redéfinit la condition des Arméniens de l'Empire, mais introduit aussi des régulations encadrant l'autorité du patriarche arménien. La formation de l'Assemblée nationale arménienne est perçue comme un tournant pour les progressistes arméniens. Un autre jalon important est l'arrivée de missionnaires protestants ayant pour mission l'éducation des populations des provinces arméniennes. De plus, les communications s'améliorent avec la fondation de journaux arméniens. Des livres sur l'histoire des Arméniens permettent à leurs lecteurs d'effectuer une comparaison entre le passé et leurs conditions de vie actuelles, mais aussi d'étendre leur horizon intellectuel. Tous ces éléments permettent l'évolution de la conscience nationale et politique arménienne, qui passe d'un romantisme culturel pur à une conscience prête à l'action.
À partir de 1860, le nombre d'écoles et d'organisations philanthropiques et patriotiques arméniennes se multiplient dans l'Empire ottoman. L'objectif initial des missionnaires protestants était la conversion de musulmans et de Juifs, mais ils se tournent rapidement vers la conversion des Arméniens orthodoxes. Ainsi, les sujets arméniens de l'Empire ottoman, influencés par la diaspora arménienne et par le réseau d'églises et d'écoles mis en place par les protestants dans tout l'Empire, commencent à repenser leur position dans le monde. En 1872, le journaliste ottoman Grigor Ardzruni écrit « Hier nous étions une communauté religieuse, aujourd'hui nous sommes des patriotes, et demain nous serons une nation de travailleurs et de penseurs »,. Une évolution similaire a alors lieu en Arménie russe. Avant 1840, les journaux arméniens appartenaient principalement au clergé arménien, mais cela change ensuite. Parallèlement aux écoles, la presse joue un rôle éducatif important et ouvre la voie à l'insurrection. Entre le jour où le missionnaire protestant William Goodell (en) s'installe à Constantinople en 1831 jusqu'à la fin de la Première Guerre mondiale, les missionnaires effectuent un travail considérable dans l'éducation des Arméniens. Les courants de pensée européens, comme les idées de la Révolution française, sont transmises aux Arméniens : 23 000 étudiants arméniens sont formés par 127 congrégations protestantes (qui rassemblent elles-mêmes 13 000 croyants) et 400 écoles.
Dans les années 1880, après la défaite russe dans la guerre de Crimée en 1856 et après l'insurrection polonaise de 1861-1864, Alexandre II amplifie la russification des territoires et peuples de l'Empire pour limiter le risque de nouvelles rébellions, risque important dans cet Empire multi-ethnique. Sa volonté est ainsi de restreindre les tendances séparatistes et d'autodétermination. Par exemple, les écoles arméniennes sont visées pour empêcher l'instruction de la langue arménienne, en les transformant en écoles enseignant le russe.

### Renaissance nationale
La découverte de la civilisation d'Urartu joue un rôle significatif dans le développement du nationalisme arménien au XIXe siècle et au XXe siècle.

Kagik Ozanyan déclare que les réformes du Tanzimat ont permis la formation d'une élite politique arménienne et ravivé la flamme de l'esprit national arménien, inspirés par une perspective d'édification de la nation par la révolution de manière similaire à la Révolution française. Le Consul général russe dans l'Empire ottoman, le général Mayewski, explique ainsi que

« Le soulèvement arménien provient des trois causes suivantes :
1° Les progrès bien connus de ceux-ci en matière de politique ;
2° Le développement, dans l'esprit public arménien, des idées de nationalisme, de libération et d'indépendance ;
3° L'encouragement de ces idées par les gouvernements occidentaux et leur propagation par l'effort et la suggestion des prêtres arméniens »

Le développement des idées nationalistes et indépendantistes à la fin du XIXe siècle, ainsi que celui des mouvements nationaux, est en partie dû à la promotion de ces nouveaux concepts dans la société par une intelligentsia arménienne naissante. La première vague de ces concepts, en particulier ceux de démocratie libérale et des droits de l'homme, est importée par une élite arménienne formée en Europe de l'Ouest sous l'influence de la Révolution française (1789). La seconde vague vient avec l'émergence des idées révolutionnaires en Russie. À la fin du XIXe siècle, le mouvement de libération nationale arménien est ainsi très influencé par les idéologies marxiste et socialiste, ce qui est particulièrement le cas pour la Fédération révolutionnaire arménienne. Cependant, le problème majeur pour ces mouvements qui se tournent vers le marxisme, c'est que la lutte des classes s'applique mal à la situation socio-économique des Arméniens de l'Empire ottoman, contrairement à ceux de l'Arménie russe où avait eu lieu la révolution industrielle et donc où s'était constituée une classe ouvrière.

### Régions très peuplées par les Arméniens
Les six vilayets, aussi appelés six provinces, sont considérés comme étant les foyers de peuplement principaux des Arméniens de l'Empire ottoman. Dans l'Empire russe, ces foyers se situent dans les provinces d'Erevan et de Kars.

## Fondation
Le développement des idées nationalistes et indépendantistes à la fin du XIXe siècle s'est accéléré avec la création de la Fédération révolutionnaire arménienne, du Parti social-démocrate Hentchak et du Parti Arménagan (qui devient ensuite le Ramgavar).

### L'Union du salut
Les activités organisées arméniennes remontent à un groupe nommé l'« Union du salut » (à ne pas confondre avec l'Union of Salvation russe), qui existe avant la fondation des trois partis politiques susmentionnés. L'Union du salut est fondée le 3 mars 1872 par un groupe de 46 Arméniens. Elle déclare « Notre honneur n'est plus ; nos églises ont été bafouées ; ils ont enlevé nos femmes et nos enfants ; ils nous ont enlevé nos droits et tentent d'exterminer notre peuple… »,. Le 26 avril 1872, des villages près de Van leur envoient la requête suivante : « Pour nous préserver de ces maux, nous sommes préparés à vous suivre même si cela signifie perdre la vie. Nous irons où il faut aller… Si le seul moyen d'obtenir une vie meilleure est d'être russifié, alors soyons russifiés ensemble ; si c'est l'émigration, alors émigrons ensemble ; si nous devons mourir, mourrons »,. Cette organisation est alors en contact direct avec le gouvernement russe ainsi qu'avec certaines organisations russes, organisations dont l'objectif est de libérer les Arméniens ottomans de l'Empire ottoman. L'Union du salut joue un rôle décisif dans la création du premier parti politique arménien, le parti Arménagan.

### Les Protecteurs de la Patrie
En 1881, à Erzeroum, des Arméniens éduqués aux idées européennes tentent de fonder des groupes locaux, en particulier des sociétés secrètes, comme les « Protecteurs de la Patrie » (en anglais « Protectors of the Fatherland ») en 1881. Les Protecteurs de la Patrie sont fort probablement influencés par la Révolution française et la guerre d'indépendance grecque, leur devise étant « la liberté ou la mort ». Cette organisation est plutôt significative parmi les organisations arméniennes de l'époque. Sa constitution et ses statuts sont mémorisés par les membres, qui estiment que laisser des documents écrits est dangereux. Devenir membre n'est possible que par parrainage. Les membres sont regroupés en groupes de dix et seul le chef est en relation avec le comité central. Trois mois après la fondation des Protecteurs de la Patrie, on estime à plusieurs centaines le nombre de membres à Erzeroum.

### Le Parti Arménagan
En 1885, le « Parti libéral démocrate arménien », mieux connu sous le nom parti Arménagan, est fondé à Van par Meguerditch Portoukalian. Ce dernier part ensuite en exil à Marseille (mais reste en lien avec des responsables locaux de Van) et publie un journal politique intitulé L’Arménie. Les Arméniens de Van continuent à développer les principes politiques du nationalisme arménien, mais en secret. L'objectif du parti Arménagan est rapidement d'« obtenir pour les Arméniens le droit à se gouverner eux-mêmes, par la révolution ». Selon eux, il faut libérer l'Arménie de l'Empire ottoman par la presse, le renouveau national et la résistance pacifique.

### Le Parti social-démocrate Hentchak
En 1887 est fondé le « Parti social-démocrate Hentchak » (aussi épelé Hunchak) par Avédis Nazarbékian, Mariam Vardanian, Gevorg Gharadjian, Ruben Khan-Azat (en), Christopher Ohanian, Gabriel Kafian (en) et Manuel Manuelian, un groupe d'étudiants genevois qui décide de s'unir pour œuvrer en faveur de l’indépendance de l'Arménie vis-à-vis de l'Empire ottoman. C'est le premier parti politique socialiste de l'Empire ottoman et de la Perse. « Hentchak » signifie « cloche » en français ; ce nom est choisi par les membres du parti pour représenter « l'éveil, l'illumination et la liberté ».

### La Young Armenia Society
En 1889, la Young Armenia Society est fondée par Christapor Mikaelian à Tbilissi. La Young Armenia Society organise des attaques de fédaïs dans le territoire ottoman, comme l'expédition de Gougounian en 1890. Son objectif est de lancer des campagnes de représailles contre les Kurdes persécutant les Arméniens ottomans. La Young Armenia Society estime que la Russie serait favorable à la création d'une Arménie autonome sous domination russe.

### La Fédération révolutionnaire arménienne
En 1890 est fondée la Fédération révolutionnaire arménienne (FRA ou « Tachnagtsoutioun ») à Tbilissi. Ses membres prennent les armes et se constituent en groupes de fédaïs pour défendre les villages arméniens victimes d'attaques et de persécutions, se voyant comme la seule solution pour sauver les Arméniens de l'oppression turque. Son objectif initial est de provoquer des réformes dans les provinces arméniennes et éventuellement parvenir à leur autonomie.

### Premières actions
Pendant la décennie 1880-1890, des canaux de communications locaux sont développés. Les organisations sont pleinement opérationnelles dans les régions d'Ankara, d'Amasya, de Çorum, de Diyarbakır, de Yozgat et de Tokat. En 1893, elles commencent à se servir d'affiches adressées aux sujets ottomans non arméniens, insistant principalement sur des thématiques de soulèvement face à l'oppression. Cependant, ces campagnes n'ont pas d'effet sur les sujets musulmans. Les activités de ces groupes révolutionnaires sont réprimées par la police ottomane et les militants arrêtés écopent généralement de peines de prison. Les tensions escaladent, les militants révolutionnaires s'en prenant aux lignes de télégraphe voire en faisant exploser des bombes dans des infrastructures gouvernementales. La Grande-Bretagne et les Grandes puissances européennes en général plaident pour le retour au calme sans toutefois trop s'impliquer, craignant qu'une interférence étrangère ne provoque la montée du fanatisme religieux voire le déclenchement d'une guerre civile.

### Figures notables
Le mouvement politique est fondé par les chefs suivants :
- FRA : Stepan Zorian, Christapor Mikaelian, Simon Zavarian ;
- Arménagan : Meguerditch Portoukalian ;
- Hentchak : Avédis Nazarbékian, Mariam Vardanian, Gevorg Gharadjian, Ruben Khan-Azat, Christopher Ohanian, Gabriel Kafian et Manuel Manuelian.

On trouve un certain nombre de figures notables en plus de ces « dirigeants fondateurs ». En voici quelques exemples, avec les fonctions pour lesquelles ils sont connus aujourd'hui :
- Aram Manoukian, « personnalité clé », homme politique, général ;
- Andranik Ozanian, « personnalité clé », chef militaire, commandant fédaï ;
- Drastamat Kanayan, « personnalité clé » ;
- Armen Garo, « personnalité clé », homme politique, chef militaire, commandant fédaï ;
- Aghpur Serop, chef militaire, commandant fédaï ;
- Arabo, commandant fédaï ;
- Sossé Mayrig, commandante fédaï ;
- Garéguine Njdeh, homme politique, chef militaire ;
- Kévork Tchavouch, commandant fédaï ;
- Sebastatsi Mourad, commandant fédaï ;
- Paramaz, fédaï, militant politique ;
- Armenak Yégarian, commandant fédaï, militant politique ;
- Panos Terlemezian, commandant fédaï ;
- Krikor Amirian, soldat, homme politique ;
- Alexandre Khatissian, homme politique, journaliste ;
- Hovannès Katchaznouni, militant politique, homme politique ;
- Simon Vratsian, militant politique, homme politique ;
- Movsès Silikian, chef militaire ;
- Stepan Chahoumian, militant politique, homme politique.

### L’Église
Le nationalisme arménien et la religion arménienne (voir Église apostolique arménienne, une église non-chalcédonienne et la plus ancienne religion d’État) sont entrelacés.
Les voix principales du mouvement sont laïques et, au tournant du XXe siècle, les journaux Massis (publié dans la capitale), Hiusissapile et Ardzvi Vaspurkan (publié à Van) en deviennent les organes de propagande principaux. Ces journaux sont laïcs. Les grands écrivains arméniens de cette époque, comme Michael Nalbandian et Raphael Patkanian peuvent être considérés comme influents.
À partir de 1863, le patriarche arménien de Constantinople partage ses pouvoirs avec l'Assemblée nationale arménienne et ses pouvoirs sont limités par la Constitution nationale arménienne. Pour lui, ce changement constitue une érosion de sa communauté. Les chefs religieux arméniens jouent un rôle clé au sein du mouvement révolutionnaire. Par exemple, le patriarche de Constantinople Mkrtich Khrimian en est une figure importante. Il est ensuite transféré à Jérusalem à la fin de sa vie, mais ce transfert est en réalité un exil.

### Grandes puissances et guerre russo-turque
À partir du milieu du XIXe siècle, les Grandes puissances critiquent le traitement des minorités chrétiennes par l'Empire ottoman et font pression pour que les autorités ottomanes accordent les mêmes droits à tous ses sujets. Après la violente répression des insurrections de chrétiens en Bosnie-Herzégovine, en Bulgarie et en Serbie en 1875-1876, les Grandes puissances invoquent le traité de Paris de 1856 pour durcir leur position et menacer d'intervenir pour protéger les minorités chrétiennes sous domination ottomane. À la fin des années 1870, les Grecs, ainsi que des peuples chrétiens des Balkans, agacés par leurs conditions de vie, se libèrent du joug ottoman avec l'aide des Grandes puissances. La condition des Arméniens ne reçoit quant à elle qu'un intérêt limité, les Grandes puissances ne soutenant ce peuple que de loin et de manière peu appuyée. Les Arméniens sont ainsi considérés comme le « millet-i sadika », c'est-à-dire le « millet fidèle ».
La position des Arméniens évolue à mesure qu'une classe d’intellectuels émerge au sein de la société arménienne. À la même époque, le patriarche arménien de Constantinople, Nersès II (1874-1884), approche les Grandes puissances pour les prévenir des « saisies forcées de terres… des conversions forcées de femmes et d'enfants, des incendies volontaires, du racket, des viols et meurtres » généralisés desquels se plaignent les Arméniens. En mars 1878, à la fin de la guerre russo-turque (1877-1878), les Arméniens se tournent de plus en plus vers l'Empire russe et voient en lui le meilleur garant de leur sécurité. Le patriarche Nersès Varjabedyan se rapproche ainsi des autorités russes pendant les négociations de paix qui se tiennent entre Russes et Ottomans à San Stefano et les convainc d'ajouter une clause, l'article 16, au traité de San Stefano. Cette clause stipule que les forces russes occupant les provinces habitées par les Arméniens à l'est de l'Empire ottoman ne se retireront qu'après la mise en œuvre de réformes profondes, notamment des mesures pour protéger les Arméniens des Kurdes et des Circassiens.
En juin 1878, la Grande-Bretagne, inquiète du contrôle qu'exerce la Russie sur un large pan de territoire ottoman obtenu par le traité de San Stefano, force les deux empires à de nouvelles négociations lors du congrès de Berlin en 1878. L'article 61 du traité de Berlin est quasiment le même que l'article 16 du traité de San Stefano, mais il supprime la partie permettant à l'armée impériale russe d'occuper les provinces est de l'Empire ottoman. Cependant, le gouvernement ottoman est tenu d'informer régulièrement les Grandes puissances de l'avancée des réformes promises dans ces provinces. L'Assemblée nationale arménienne et le patriarche Nersès II de Constantinople envoient le catholicos Mkrtich Khrimian représenter les Arméniens au Congrès de Berlin. Lors de son fameux discours patriotique connu sous le nom « The Paper Ladle », qu'il prononce après les négociations, il encourage les Arméniens à prendre pour modèle l'éveil national de la Bulgarie (en) car leurs espoirs d'autodétermination ont été ignorés par la communauté internationale.
En 1880, les Arméniens sont encouragés par le premier ministre britannique Gladstone, qui évoque la question arménienne « Être au service de l'Arménie, c'est être au service de la Civilisation » (« To serve Armenia is to serve the Civilization »). Le 11 juin 1880, les Grandes puissances envoient à la Sublime Porte une note demandant à ce que l'article 61 soit appliqué. Le 2 janvier 1881, les Britanniques envoient aux autres puissances une circulaire à propos de l'Arménie.
La Young Armenia Society estime que la Russie serait favorable à la création d'une Arménie autonome sous domination russe.
La FRA est souvent accusée, même aujourd'hui, d'avoir fait et de faire usage de tactiques visant à convaincre les gouvernements occidentaux et les cercles diplomatiques à parrainer ses demandes.
Le mouvement national arménien avait découvert, à travers son mouvement révolutionnaire, que ni l'idéalisme d'Alexandre II, ni le libéralisme de Gladstone n'étaient porteurs d'espoir pour les Arméniens.

### Diaspora arménienne

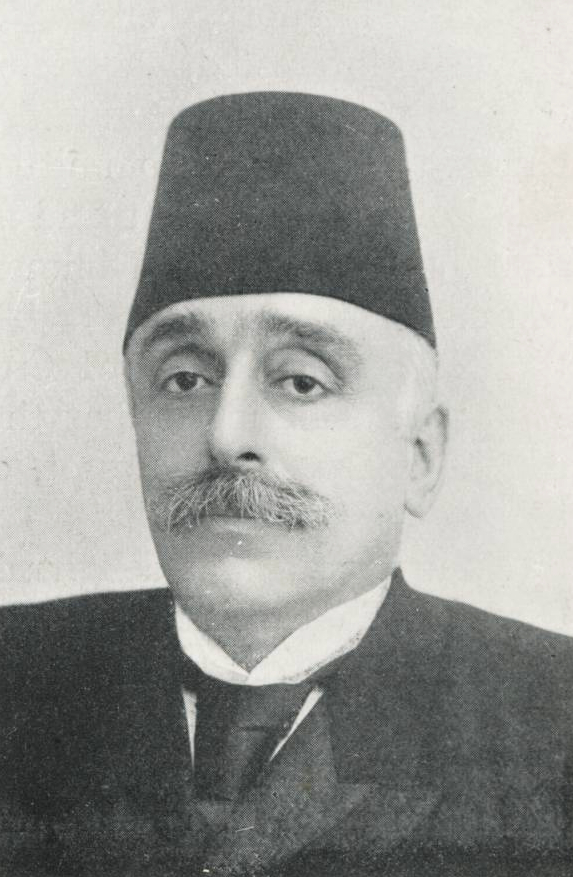
Boghos Nubar, président de la Délégation nationale arménienne et l'un des fondateurs de l'UGAB.

Un certain nombre de mouvements significatifs sont formés par la diaspora arménienne en France et aux États-Unis dès les années 1890. Les migrations arméniennes précédentes n'avaient eu qu'une importance mineure.
En 1885, l'Armenian Patriotic Society of Europe (en) est fondée et s'établit au Royaume-Uni, à Chesilton Road dans la ville de Fulham. Son objectif est de pousser la diaspora arménienne à venir financièrement en aide aux Arméniens vivant sur leurs terres natales, mais aussi pour faire prendre conscience aux Arméniens de leur statut de sujet. Des partis politiques et des organisations de bienfaisance, en particulier des branches de la Fédération révolutionnaire arménienne, du parti Hentchak ou encore de l'Union générale arménienne de bienfaisance (UGAB, fondée à Constantinople) s'établissent partout où il y a des communautés arméniennes significatives.
La diaspora arménienne joue un rôle important à toutes les étapes du mouvement de libération nationale arménien. Par exemple, la FRA ne pardonne pas à l'Union soviétique et aux bolcheviques arméniens l'annexion de l'Arménie par l'URSS, considérant cet évènement comme une trahison de leur devise « Une Arménie libre et indépendante », et donc fait campagne contre les Soviétiques de diverses manières.

## Actions dans l'Empire ottoman

### Sous Abdülhamid II
L'émergence des mouvements politiques arméniens au début des années 1880 et du combat armé à la fin des années 1880 correspond au règne du sultan Abdülhamid II (31 août 1876 - 27 avril 1909), règne marqué par une volonté de limiter ce qu'il perçoit comme le déclin du pouvoir et de l'emprise de l’État ottoman sur son empire.
Le mouvement politique s'organise autour des centres de peuplement arméniens : par exemple, le parti Arménagan, avant qu'il ne perde son influence au profit de la FRA, étend principalement son influence dans la région de Van. Il est ainsi intéressant d'analyser les évènements avec une approche géographique régionale car les groupes politiques arméniens ont alors pour la plupart un rayon d'action et des bases régionales.

#### Mouvement armé

##### Constantinople

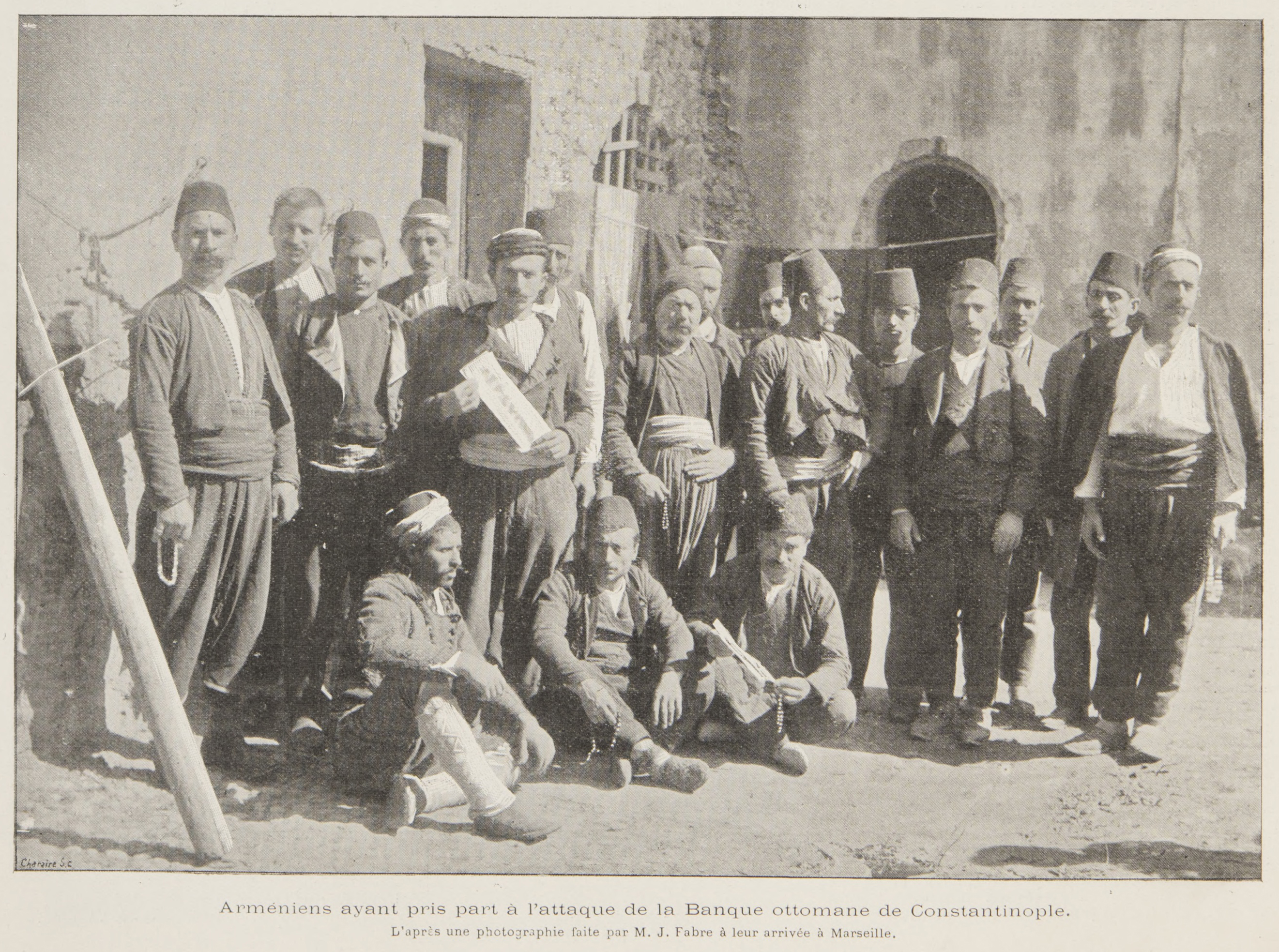
Survivants de la prise de la Banque ottomane (1896) après leur arrivée à Marseille.

La manifestation de Koum-Kapou a lieu le 27 juillet 1890 dans le district stambouliote de Kumkapı. Le but, pour ses organisateurs, est de « réveiller les Arméniens maltraités et interpeller la Sublime Porte au sujet des malheurs des Arméniens »,. Pour les Hentchaks, cette manifestation est jugée infructueuse. D'autres manifestations de ce type, bien que moins importantes, émaillent les années 1890.
Le 26 août 1896, la Banque ottomane de Constantinople est prise par 28 membres de la FRA menés par Papken Siouni et Armen Garo (Karekin Pastermadjian). En attaquant cette banque largement gérée par du personnel français et britannique, leur volonté est d'attirer l'attention des pays européens et les pousser à agir en faveur des Arméniens de l'Empire ottoman, notamment après l'inaction de l'Europe vis-à-vis des massacres hamidiens. Pour la FRA, cette attaque est une arme de sensibilisation.
Le 21 juillet 1905, des membres de la FRA tentent sans succès d'assassiner le sultan Abdülhamid II à la Mosquée Yıldız Hamidiye.

##### Vilayets de Van et de Bitlis (région du Lac de Van)

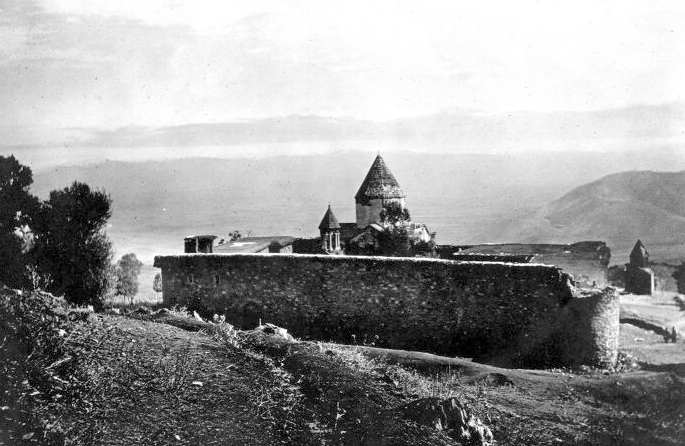
Le Monastère des Saints-Apôtres (Muş) en 1907, où eu lieu une bataille en 1901.

Certains facteurs géographiques et ethniques favorisent Van comme un centre. Par exemple, le lac de Van constitue une frontière naturelle entre la Russie et la Perse, pays à partir desquels de l'aide peut facilement être fournie dans l'Empire ottoman.
En mai 1889 a lieu la résistance (en) de Başkale, une confrontation sanglante entre trois révolutionnaires du parti Arménagan et la police ottomane à Başkale, un village de la province de Van. Les trois révolutionnaires, Karapet Koulaksizian, Hovhannes Agripasian et Vardan Goloshian, sont contrôlés et la police demande qu'ils déposent leurs armes. Ils refusent et, dans l'affrontement qui s'ensuit, Hovhannes Agripasian et Vardan Goloshian sont tués tandis que Karapet Koulaksizian parvient à s'enfuir. La police ottomane récupère deux lettres adressées à Karapet Koulaksizian, la première écrite par Avetis Patiguian de Londres, et la seconde par Meguerditch Portoukalian de Marseille. Les autorités ottomanes pensent que ce groupe appartient à un réseau révolutionnaire très large. Pour certains cercles arméniens, cet évènement est perçu comme la mise à mort de martyrs et provoque des représailles.
Un autre évènement capital est l'épisode de la résistance de Van en juin 1896 contre l'Empire ottoman.
Le 25 juillet 1897 a lieu l'expédition de Khanasor (en), raid lancé par un groupe de fédaïs arméniens contre des membres de la tribu kurde Mazrik en représailles d'un massacre commis contre des insurgés arméniens de Van.
La bataille du Monastère des Saints-Apôtres est un combat entre des fédaïs arméniens et des troupes ottomanes au Monastère des Saints-Apôtres près de Mush en novembre 1901. Andranik Ozanian, l'un des commandants fédaïs, cherche à attirer l'attention des consuls étrangers en poste à Mush à propos de l'oppression subie par les paysans arméniens de la région et pour offrir aux Arméniens une lueur d'espoir.

##### Vilayets de Diyarbekir et d'Alep
Deux villes importantes pour les Arméniens et où le parti Hentchak et la FRA sont à l'époque très actives sont :
- La ville de Sassoun, qui faisait autrefois partie du sandjak de Siirt, sandjak faisant partie du vilayet de Diyarbekir, aujourd'hui province de Batman en Turquie ;
- Et la ville de Zeïtoun, qui faisait autrefois partie du vilayet d'Alep, et est aujourd'hui connue sous le nom de Süleymanlı (province de Kahramanmaraş en Turquie).

L'année 1862 est importante pour Zeïtoun. Les Arméniens vivant dans cette ville ont historiquement toujours bénéficié d'une large autonomie au sein de l'Empire ottoman jusqu'au XIXe siècle. Dans la première moitié du XIXe siècle, le gouvernement central décide d'y renforcer son contrôle, mais cette stratégie ne porte pas ses fruits sur le long terme. Ainsi, en été 1862, les autorités envoient à Zeïtoun un contingent militaire de 12 000 hommes pour y renforcer leur autorité. Cependant, cette troupe est maintenue à distance par les Arméniens et, grâce à la médiation de la France, la première résistance de Zeïtoun finit par prendre fin. La révolte des Arméniens de Zeïtoun plante les germes de l'idée de fonder un État arménien en Cilicie.
Le soulèvement de Sassoun en 1894 est un mouvement de résistance mené par les milices Hentchak (celle de Hampartsoum Boyadjian notamment) de la région de Sassoun. Les fédaïs arméniens et leurs ennemis ottomans continuent ensuite de se battre dans la région pendant un certain temps et les violences touchent les villages arméniens locaux.
Entre les années 1891 et 1895, des militants du parti Hentchak se rendent en Cilicie et établissent une nouvelle branche de leur parti à Zeïtoun. La Rébellion de Zeïtoun, aussi appelée Deuxième résistance de Zeïtoun, a lieu en 1895-1896.
Au printemps 1902, Vahan Manvelyan, un représentant de la FRA, est envoyé à Sassoun avec pour mission de mettre fin aux escarmouches arméniennes qui n'ont pas de réel impact si ce n'est irriter les populations musulmanes de la région. Au IIIe Congrès de la FRA à Sofia en février 1903, le parti décide d'attribuer à Sassoun un comité chargé d'organiser les actions armées, comité dont font partie les chefs fédaï Hrayr Dzhoghk (en), qui est sur place dès 1902, et Andranik. En mars-avril 1904, ils sont les deux principaux responsables de l'Insurrection de Sassoun (en). Hrayr Dzhoghk est tué le 13 avril 1904 dans le village de Gelieguzan ; il est enterré dans la cour d'une église locale près de Serob Paşa.

#### Programme de réforme arménien
En 1880-1881, alors que le mouvement national arménien n'en est qu'à ses débuts, les Kurdes voient leurs aspirations de libération nationale se réduire du fait du manque de soutien extérieur, ne leur permettant pas de maintenir une force armée entraînée et organisée. Cependant, deux tribus kurdes de premier plan, les Badr Khans et les Sayyids de Nihiri, organisent la résistance contre l'Empire ottoman sur des bases ethno-nationalistes. Les premiers sont sécessionnistes tandis que les seconds sont autonomistes. Après la guerre russo-turque de 1877-1878, Shaykh Ubayd Allah de Nihri fait une tentative, en 1880-1881, de fonder une « principauté kurde indépendante » près de la frontière entre la Perse et l'Empire ottoman (incluant le vilayet de Van), région où la population arménienne est très importante. Shaykh Ubayd Allah de Nihri parvient à réunir 20 000 combattants mais, manquant de discipline, ses hommes finissent par déserter après avoir pillé les villages de la région, arméniens ou non. Il est capturé par les troupes ottomanes en 1882 et son mouvement prend fin avec son arrestation.

##### Sécurité, réforme, ordre
Les bandes de Kurdes pillent les villes et villages en toute impunité. Le postulat central du système hamidié — que les tribus kurdes pouvaient être mises au pas d'un point de vue militaire — se révéla « utopique ». En 1892, c'est la première fois qu'une force kurde est entraînée et organisée par Abdülhamid II ; elle est nommée en son honneur. C'est un corps constitué de régiments de cavalerie légère hamidiés, une cavalerie irrégulière à majorité kurde (même si on y trouve d'autres nationalités comme des Turcomans) stationnée dans les provinces orientales de l'Empire ottoman. Le modèle de leur organisation sont les régiments de Cosaques caucasiens et leur première mission est de garder la frontière russo-ottomane mais aussi dans un deuxième temps de limiter la possibilité d'une coopération entre les Kurdes et les Arméniens. La cavalerie hamidié n'est pas une force inter-tribale, malgré ses uniformes, son organisation et son potentiel. Les hamidiés se rendent rapidement compte qu'ils ne peuvent être jugés que par une cour martiale, ce qui pousse une partie d'entre eux à devenir des « brigades de pilleurs légaux » et à s'attaquer aux réserves de grains, à extorquer les récoltes et les troupeaux, et à ouvertement voler les commerces.
Les chefs de tribu kurdes lèvent aussi des taxes auprès des populations locales pour entretenir ces unités, mais pour les Arméniens, ces nouvelles taxes sont perçues comme de l'exploitation. Quand les porte-paroles arméniens font part de leur mécontentement auprès des chefs kurdes, cela exacerbe les tensions entre les deux nations. La cavalerie hamidié harcèle et s'en prend d'ailleurs régulièrement aux populations arméniennes.
En 1908, après le coup d’État et le renversement du Sultan, la cavalerie hamidié est dissoute en tant que force organisée ; cependant, ces troupes étaient des « troupes tribales » avant leur reconnaissance et leur emploi par les autorités ottomanes, elles restent des « troupes tribales » après leur dissolution. La cavalerie hamidié est décrite comme un échec militaire, les différents groupes la constituant s'adonnant aux querelles tribales.

##### Massacres hamidiens
Parmi les responsables des massacres hamidiens (1894-1896), on inclut les régiments hamidiés, leur rôle ayant été particulièrement marqué lors de la répression sanglante du soulèvement de Sassoun (1894). Le 25 juillet 1897, l'expédition de Khanasor prend pour cible la tribu kurde Mazrik (en) qui compose une grande partie de cette cavalerie.
Les massacres hamidiens prennent fin grâce à une médiation des Grandes puissances. Cependant, les Arméniens n'obtiennent pas d'autonomie dans les régions touchées et les chefs tribaux kurdes conservent une large partie de leur autonomie et de leur pouvoir. Abdülhamid ne fait pas grand chose pour modifier les structures du pouvoir des tribus kurdes, en particulier du fait de leur implantation géographique éloignée, aux périphéries orientale et méridionale de l'Empire, dans des espaces montagneux et mal connectés aux voies de communication. L’État ottoman a un contrôle limité sur ces provinces et est donc obligé de conclure des accords informels avec les chefs tribaux locaux ; par exemple, le qadi et mufti ottoman n'a pas de juridiction sur les lois religieuses de ces régions, ce qui consolide l'autorité et l'autonomie des Kurdes.

#### Le point de vue d'AbdülhamidII
Dans une volonté de renforcer la cohésion territoriale de son empire alors en prise à des combats, Abdülhamid II réaffirme le panislamisme en tant qu'idéologie d’État. Il voit alors les Arméniens ottomans comme une cinquième colonne alliée avec l'étranger, un outil qui permettrait à l'Europe d'« atteindre nos points vitaux et nous étriper »,.

### La seconde ère constitutionnelle ottomane
Les Arméniens soutiennent la révolution des Jeunes-Turcs, car les idées portées par les Jeunes-Turcs sont partagées à des degrés divers par la population arménienne ottomane au tournant du XXe siècle.
Après la révolution, l'Empire ottoman entre dans sa seconde ère constitutionnelle, mais a du mal à conserver ses territoires et à diffuser l'ottomanisme chez ses citoyens.
La FRA, alors illégale, devient l'organisation principale représentant la communauté arménienne de l'Empire, remplaçant l'élite arménienne, composée de marchands, d'artisans et de membres du clergé, d'avant 1908, élite qui était parvenue à obtenir des avantages dans les limites de la version de l'ottomanisme promu par l’État. À la même époque, la FRA s'étend et fait évoluer ses concepts de libération nationale au-delà de ceux portés par la révolution des Jeunes-Turcs, promouvant notamment l'idée d'un État arménien indépendant, ce qui permet à ses actions de devenir une cause nationale. De plus, l'ARF se réclame au début du XXe siècle du socialisme et du marxisme, ce qui est facilement constatable dans le premier programme publié par le parti.

#### Mouvement armé

##### Vilayets de Van et de Bitlis (région du Lac de Van)
À la bataille de Sulukh (en), Kévork Tchavouch est mortellement blessé le 25 mai 1907 lors d'un échange de tirs intense contre l'armée ottomane à Sulukh, près de Mush. Il parvient à s'échapper, mais son corps est retrouvé deux jours plus tard, le 27 mai, sous un pont à Kyosabin-Bashin.

##### Balkans
Plusieurs milliers d'Arméniens s'installent dans les Rhodopes, en Thrace et en Macédoine entre les VIe et XIe siècles. Ce sont principalement des pauliciens et des tondrakiens. Après l'expansion de l'Empire ottoman en Europe, un petit nombre d'Arméniens s'installe près de la frontière et dans les Balkans. Au moment des guerres balkaniques (1912-1913), on trouve environ 35 000 Arméniens en Bulgarie.
Andranik Ozanian prend part aux guerres balkaniques au sein de l'armée bulgare et aux côtés du général Garéguine Njdeh, commandant des troupes auxiliaires arméniennes. Il rencontre aussi le révolutionnaire Boris Sarafov (en) à Sofia, rencontre durant laquelle ils se promettent de travailler ensemble en faveur des peuples opprimés d'Arménie et de Macédoine. Andranik participe à la première guerre balkanique (1912-1913) avec Garéguine Njdeh en tant que commandant en chef du 12e bataillon de la 3e brigade de Lozengrad de la milice macédonienne-adrianopolitaine sous le commandement du colonel Aleksandar Protogerov (en). Son détachement est alors composé de 273 volontaires arméniens, soit plus de la moitié des 531 combattants non-Macédoniens du groupe.
Le 20 octobre, la milice macédonienne-adrianopolitaine et le détachement de volontaires mené par Andranik encerclent la ville d'Edirne et obtiennent la reddition des troupes de Yaver Pasha. Le 4 novembre 1912, la milice macédonienne-adrianopolitaine, soutenue par les soldats d'Andranik, bat les forces turques en supériorité numérique près de Momtchilgrad.
Le 6 janvier 1913, dans une église villageoise à Rodosto, le général bulgare Aleksandar Protogerov (en) récompense les combattants arméniens pour leur bravoure. Andranik Ozanian est ainsi décoré de l'ordre de la Bravoure.

#### Le parlement ottoman

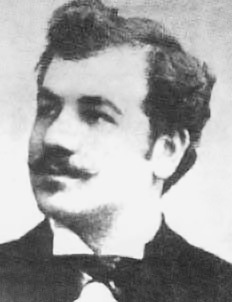
Karekin Pastermadjian (FRA), membre de la Chambre des députés pour Erzeroum pendant la Deuxième ère constitutionnelle.

Le nouveau parlement ottoman élu en 1908 est composé de 142 Turcs, 60 Arabes, 25 Albanais, 23 Grecs, 12 Arméniens (dont deux députés de la FRA et deux du Hentchak), 5 Juifs, 4 Bulgares, 3 Serbes et 1 Valaque. Le Parti union et progrès peut compter sur le soutien de 60 députés et devient donc la force majoritaire de l'assemblée.
Karekin Pastermadjian est alors l'un des députés arméniens de la FRA. Pendant son mandat de 4 ans, il travaille sur le projet de loi concernant les chemins de fer, dont l'objectif principal est la rapide mise en construction d’infrastructures ferroviaires dans les vilayets menacés par la Russie. C'est pour cette raison que ni la France ni l'Allemagne acceptent de s'associer au projet. Un autre élément important du projet est d'attirer des investissements américains pour sa réalisation, afin de contourner l'impasse des politiques russo-franco-allemandes. Mais malgré les efforts des Ottomans pour surmonter ces oppositions, deux ministres des travaux publics sont obligés de démissionner.

#### Le projet de réformes en Arménie ottomane
À Constantinople, une partie de l'attention du gouvernement est focalisée sur trouver une solution aux demandes des groupes réformistes arabes et arméniens. Au XIXe siècle, les autorités ottomanes s'étaient occupées des demandes de décentralisation des nations balkaniques et c'est le même schéma qui se répète alors dans les provinces orientales de l'Empire. Les guerres balkaniques font que l'Empire ottoman perd la plupart de sa population chrétienne. C'est pourquoi la politique du gouvernement met un accent de plus en plus grand sur l'islam comme facteur de cohésion. On peut aussi expliquer ce retour à l'islam du fait de l'impérialisme des Grandes puissances, principalement chrétiennes : pour les Ottomans, c'est une posture de « eux contre nous ».
En 1913, Karekin Pastermadjian prend activement part aux conférences ayant pour objet de déterminer la teneur des réformes à mettre en place dans les provinces arméniennes de l'Empire. Il se trouve ainsi à Paris puis aux Pays-Bas en tant que délégué de la FRA pour y rencontrer les inspecteurs généraux invités pour mettre en place les réformes.
Le projet de réformes en Arménie ottomane est signé en février 1914 entre l'Empire ottoman, représenté par le Grand Vizir Saïd Halim Pacha, et la Russie, tandis que L. C. Westenenk, un administrateur des Indes orientales néerlandaises, et Nicolai Hoff, un major dans l'armée norvégienne, sont désignés pour être les deux premiers inspecteurs. Hoff se trouve à Van quand la Première Guerre mondiale éclate, et Westenenk se préparait à rejoindre son poste à Erzeroum,,.

#### La position du Parti union et progrès
Une fois au pouvoir, le Parti union et progrès met en œuvre des mesures pour moderniser l'Empire ottoman, prônant notamment le renforcement du pouvoir central et la limitation des influences étrangères, l'industrialisation du pays, ou encore des réformes administratives (en particulier au niveau provincial, ce qui accélère la centralisation).

## Actions dans l'Empire russe

### Le décret de confiscation des biens du clergé arménien (1903-1904)
Le programme de russification de l'Arménie russe mené par les autorités impériales russes devient en plus en plus poussé à partir du moment où le prince Galitzine est nommé gouverneur général du Caucase en décembre 1896. Celui-ci procède en 1899 à la fermeture des sociétés arméniennes de bienfaisance et des bibliothèques ecclésiastiques. Son projet atteint son apogée avec la publication du décret confisquant les biens de l’Église arménienne en juin 1903, biens transférés à l’État russe. Les Arméniens, comme le catholicos d'Arménie Mkrtich Khrimian, se révoltent contre le Tsar et, quand ce dernier refuse de reculer, nombreux sont les Arméniens à se tourner vers les partis révolutionnaires. Ainsi, en octobre 1903, des Hentchaks menés par Paramaz tentent d'assassiner Galitzine à Tiflis. Le clergé arménien était auparavant très méfiant vis-à-vis de la FRA, condamnant le socialisme du parti comme étant anti-clérical. Cependant, la FRA obtient du soutien et un certain capital sympathie au sein de l'administration russe. En grande partie du fait de l'attitude hostile de la FRA à l'encontre de l'Empire ottoman, le parti est soutenu par l'administration centrale russe car la politique tsariste est alignée à celle de la FRA jusqu'en 1903. Le décret de confiscation des biens du clergé arménien rencontre une forte opposition de la part de la FRA, percevant ce décret comme une attaque directe contre l'existence nationale arménienne. En 1904, le Congrès de la FRA étend spécifiquement son programme aux droits des Arméniens de l'Empire russe autant que ceux de l'Empire ottoman.
De ce fait, l'état-major de la FRA prend la décision de défendre activement les églises arméniennes. Le parti crée un Comité Central d'Auto-défense au Caucase et organise des manifestations. Dans la ville de Gandzak, l'armée russe réprime la manifestation en tirant dans la foule, tuant dix manifestants ; d'autres manifestations sont aussi réprimées dans le sang. Les Tachnags et les Hentchaks s'engagent ainsi dans une campagne d'assassinats sur des personnalités de l'administration impériale russe en Transcaucasie, parvenant à blesser le prince Galitzine. Cette tentative d'assassinat fait prendre conscience à Nicolas II qu'il doit faire marche arrière dans l'application de sa réforme. Il remplace ainsi le prince par le gouverneur arménophile Illarion Vorontsov-Dachkov et rend à l’Église arménienne ses propriétés. L'ordre revient progressivement et la bourgeoise arménienne recommence à prendre ses distances avec les révolutionnaires nationalistes arméniens.

### Massacres arméno-tatars (1904-1905)
En 1904-1905, la Transcaucasie connaît des troubles importants qui se traduisent notamment par de grandes grèves. Cette agitation atteint son apogée, et ce dans tout l'Empire russe, avec la révolution russe de 1905. Cette année 1905 se caractérise par une vague de rébellions, de grèves et de soulèvements paysans, qui est particulièrement violente en Transcaucasie. À Bakou, centre important de l'industrie pétrolière russe, les tensions entre classes sociales se doublent de tensions ethniques. La ville est principalement habitée d'Azéris et d'Arméniens, mais la classe moyenne arménienne possédait une part plus importante dans les compagnies pétrolières et les ouvriers arméniens avaient en moyenne un salaire plus élevé et des meilleures conditions de travail que les Azéris. En décembre 1904, après une grève massive à Bakou, les deux communautés commencent à s'affronter dans les rues et les combats se propagent à la campagne environnante dans un épisode que l'on nomme a posteriori les massacres arméno-tatars. Les violences sont arrêtées par l'intervention et la répression de régiments cosaques.

### Tribunal du peuple (1912)
En janvier 1912, 159 Arméniens sont inculpés pour appartenance à la Fédération révolutionnaire arménienne (Tachnagtsoutioun) par la cour suprême russe et sont défendus par Alexandre Kerenski. En effet, la FRA s'était retournée contre la Russie en 1903 quand le prince Galitzine cherche à russifier le système éducatif arménien. Pendant la révolution, les révolutionnaires arméniens sont divisés entre deux tendances : les « Vieux Tachnaks » (« Old Dashnaks »), alliés des Kadets (c'est-à-dire les membres du Parti constitutionnel démocratique), et les « Jeunes Tachnaks » (« Young Dashnaks »), alignés sur la position du Parti socialiste révolutionnaire. Les autorités russes, déterminées à montrer que toutes les formes du nationalisme arménien étaient coupables de manière égale des excès de la révolution, intentent un procès à « l'intelligentsia arménienne dans sa globalité, y compris les écrivains, les médecins, les avocats, les banquiers et même les marchands »,. Quand le tribunal achève son travail, 64 accusés sont blanchis, tandis que les autres sont soit emprisonnés, soit exilés pour des durées diverses.

## Actions pendant la Première Guerre mondiale
Commençant fin juillet et prenant fin le 2 août 1914, le Congrès arménien d'Erzurum est un évènement décisif dans la relation entre le gouvernement ottoman (Parti union et progrès) et les Arméniens ottomans. Des négociations ont lieu entre les groupes, assurées par les agents de liaison arméniens Simon Vratsian, Archag Vramian, Rostom (Stepan Zorian) et E. Aknouni (Khachatur Malumian (en)) et les agents de liaison ottomans Behaeddine Chakir, Omer Naji (Omer Naci) et Hilmi Bey, accompagnés de plus d'un groupe international de représentants de peuples du Caucase. Le Parti union et progrès demande aux Arméniens ottomans de faciliter la conquête de la Transcaucasie en fomentant une rébellion avec les Arméniens de Russie contre l'armée impériale russe pendant la campagne du Caucase,. Le plan ottoman est d'entraîner les populations perse, kurde, tatare et géorgienne dans une guerre sainte contre les Alliés. Pour ce faire, il fallait être sûr que les Arméniens, situés à la frontière entre les deux empires rivaux, n'entravent pas la coopération entre ces peuples contre les Russes. Si cet accord avait été accepté et les Arméniens ottomans avaient consenti à ne pas soutenir la Russie, ils auraient obtenu en échange l'autonomie. Cette offre est une étape supplémentaire après la mise en place du plan de réformes concernant les Arméniens de février 1914.
Côté russe, le Tsar promet l'autonomie à l'Arménie russe. Les représentants des Arméniens de Russie se réunissent à Tiflis en août 1914. Le Tsar promet l'autonomie des six vilayets sous domination ottomane et des deux provinces d'Erevan et de Kars sous domination russe, foyers de peuplement des Arméniens. Il demande en échange la loyauté des Arméniens et leur soutien dans la guerre. Cette proposition est acceptée et presque 200 000 Arméniens servent dans les unités de volontaires arméniens sous les drapeaux russes. De leur côté, les Arméniens ottomans sont plutôt disposés à rester loyaux à leur pays, mais ils refusent de pousser à l'insurrection les Arméniens de Russie. Le comité exécutif de la FRA, malgré les promesses ainsi que les menaces, informe les Turcs que les Arméniens ne peuvent accepter leur proposition et conseille à l'Empire ottoman de ne pas s'engager dans la guerre, qui serait désastreuse pour les Turcs.

### Mouvement armé
Les unités de volontaires arméniens sont des unités militaires faisant partie de l'armée impériale russe. Elles sont composées de plusieurs groupes de la taille d'un bataillon et ses rangs sont exclusivement composés d'Arméniens de l'Empire russe, même si dans les faits un certain nombre d'Arméniens ottomans sont venus grossir leurs rangs. En août 1914, après la déclaration de guerre de l'Allemagne contre la Russie, le comte Illarion Vorontsov-Dachkov, vice-roi du Caucase, se rapproche des dirigeants arméniens à Tiflis et leur propose de former un corps militaire séparé. Sa proposition est bien accueillie et, quelques semaines plus tard, les premiers volontaires arméniens s'engagent. Un comité spécial est chargé du recrutement dans les villes de Tiflis, Erevan et Alexandrapol.

#### 1914
En novembre 1914, Drastamat Kanayan commande le deuxième bataillon des volontaires arméniens. Ce bataillon prend pour la première fois part au combat lors de l'offensive Bergmann, près de Bayazid. Lors de l'affrontement, qui dure 24 heures, Drastamat Kanayan est gravement blessé et le reste jusqu'en mars 1915.
La bataille de Sarikamish a lieu entre le 22 décembre 1914 et le 17 janvier 1915. Les Ottomans mettent en œuvre une stratégie qui nécessite des troupes très mobiles et une maîtrise très précise de l'emploi du temps pour que certaines unités soient présentes sur certains objectifs à des instants exacts. Près de l'oblast de Kars, le 3e bataillon des volontaires arméniens, commandé par Hamazasp (Srvandztian), et le 4e bataillon, commandé par Keri (Arshak Gavafian), sont positionnés sur le front en face d'Erzeroum, entre Sarikasmish et Oltu. Le 4e bataillon combat dans le défilé de Barduz, perdant 600 hommes dans l'opération mais retardant l'armée ottomane de 24 heures.
Le 16 décembre 1914, l'Empire ottoman démantèle le train de réformes consacré aux Arméniens juste après le premier engagement militaire de la campagne du Caucase lors de l'offensive Bergmann. Côté russe, le Tsar visite le front le 30 décembre 1914, où il déclare au chef de l’Église arménienne qu'un « futur très brillant attend les Arméniens »,,.

#### 1915

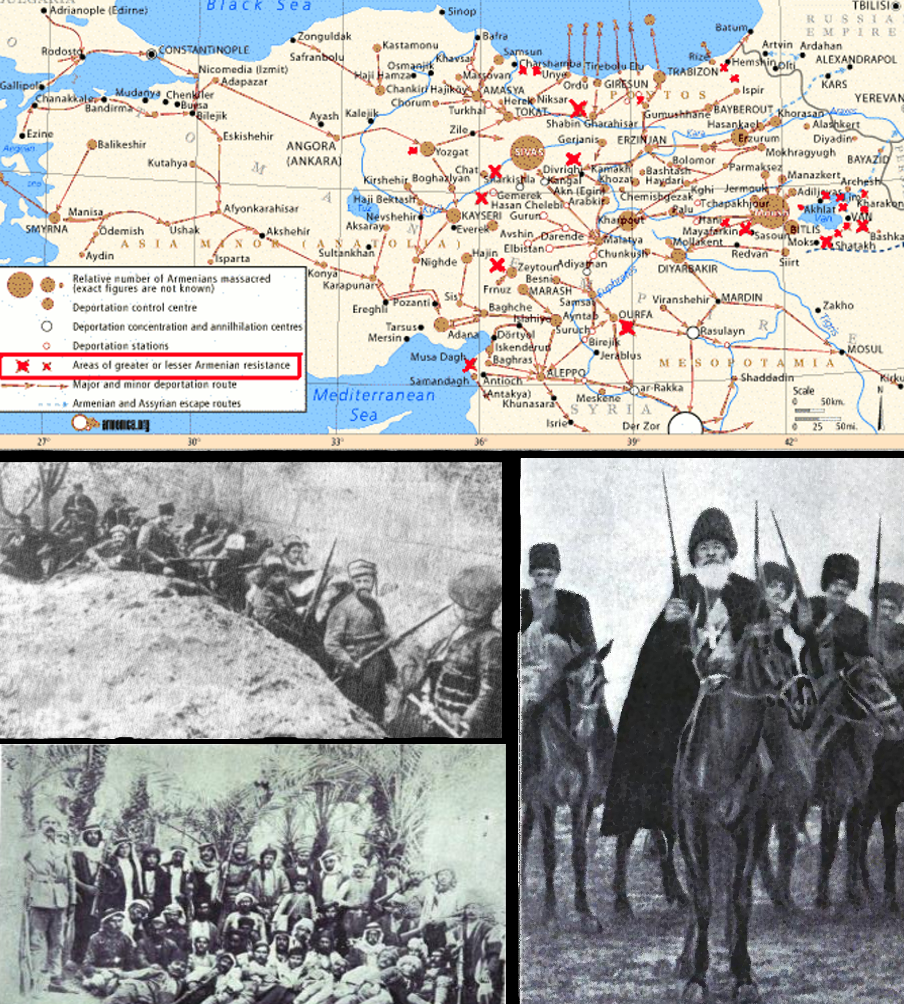
Haut : Les croix montrent où les conflits ont eu lieu en 1915.
À gauche en haut : Arméniens défendant les murs de Van au printemps 1915.
À gauche en bas : Résistance arménienne à Urfa.
À droite : Un Arménien de 70 ans menant des soldats à la bataille.

Entre le 15 et le 18 avril 1915, la brigade de volontaires arméniens sous le commandement d'Andranik prend part à la bataille de Dilman (en), une des batailles de la campagne perse.
Malgré la blessure de Drastamat Kanayan, son bataillon prend part à 11 batailles dans les environs d'Alashkert, de Toutakh et de Malashkert, puis Drastamat Kanayan finit par guérir et reprend ses fonctions de commandant.
Le 24 avril 1915 a lieu la rafle des intellectuels arméniens de Constantinople, aussi appelée dimanche rouge. Les chefs de la communauté arménienne sont arrêtés et emmenés dans deux centres de réclusion près d'Ankara sous l'ordre du ministre de l'Intérieur Talaat Pacha (voir la circulaire du 24 avril sur Wikisource). L'ordre d'arrestation est envoyé le jour même et exécuté à partir de 20h par le chef de la police de Constantinople Bedri Bey.
Hampartsoum Boyadjian, un Hentchak, est parmi les premiers à être arrêté en avril 1915 lors du dimanche rouge. Après un procès en juillet, il est pendu le 24 août 1915 avec 12 camarades,.
Le 6 mai 1915, Andranik commande le premier détachement de volontaires arméniens (environ 1 200 hommes), qui participe à lever le siège de Van. Le général russe Fiodor Tchernozoubov récompense Andranik et son détachement pour ses succès à Ashnaka, Vrush-Khoran, Khanika, Kotur, Saray, Molla-Hasan, Belenjik. Il le décrit comme un chef courageux et expérimenté, qui analyse finement les situations de combat, et se trouve toujours à la tête de ses hommes, ce qui lui a permis d'obtenir leur admiration.
Le 15 juin 1915, après deux ans de prison dans des conditions très difficiles d'incarcération et des simulacres de procès, 20 dirigeants du parti Hentchak, comme Paramaz, Dr Benne, Aram Achekbashian, Vanig et d'autres, sont condamnés à mort par pendaison. Ils sont pendus dans la place centrale de Constantinople, le square Sultan Bayazid, et sont commémorés comme les 20 martyrs du Hentchak. Les derniers mots de Paramaz furent : « Vous pouvez pendre nos corps, mais vous ne pourrez pendre nos idées… Vous verrez demain, à l'horizon oriental, une Arménie socialiste »,.
En juillet 1915, Khetcho (Catchik), l'assistant et sous-officier de Karekin Pastermadjian, meurt sur les rives du Lac de Van.

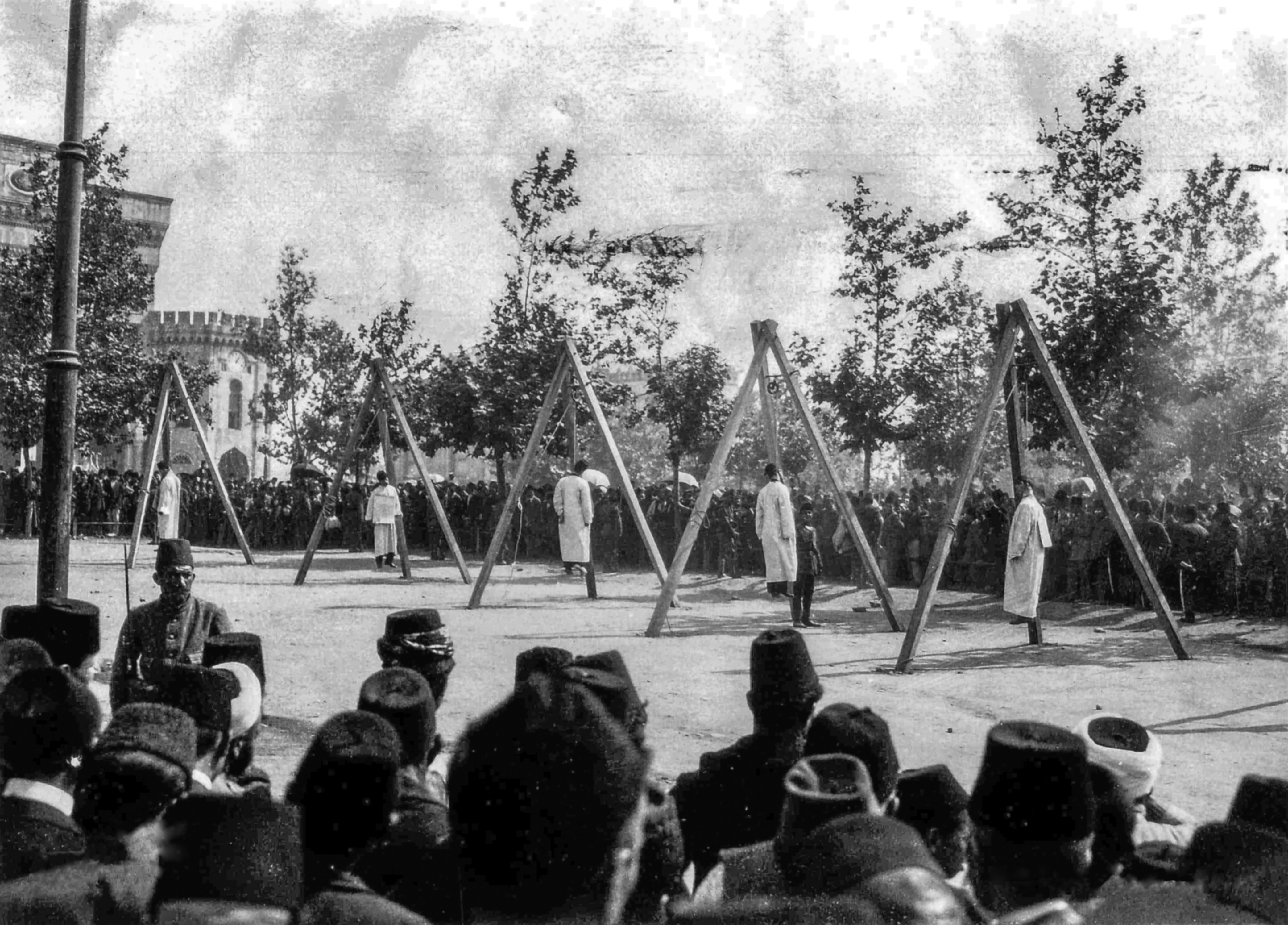
Les 20 martyrs du Hentchak pendus le 15 juin 1915.
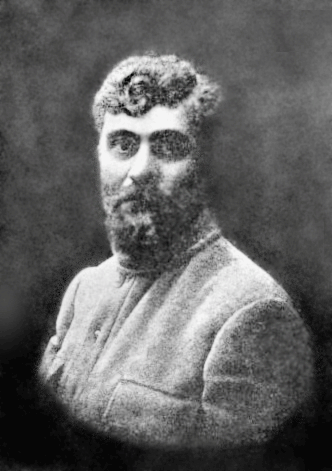
Khetcho.
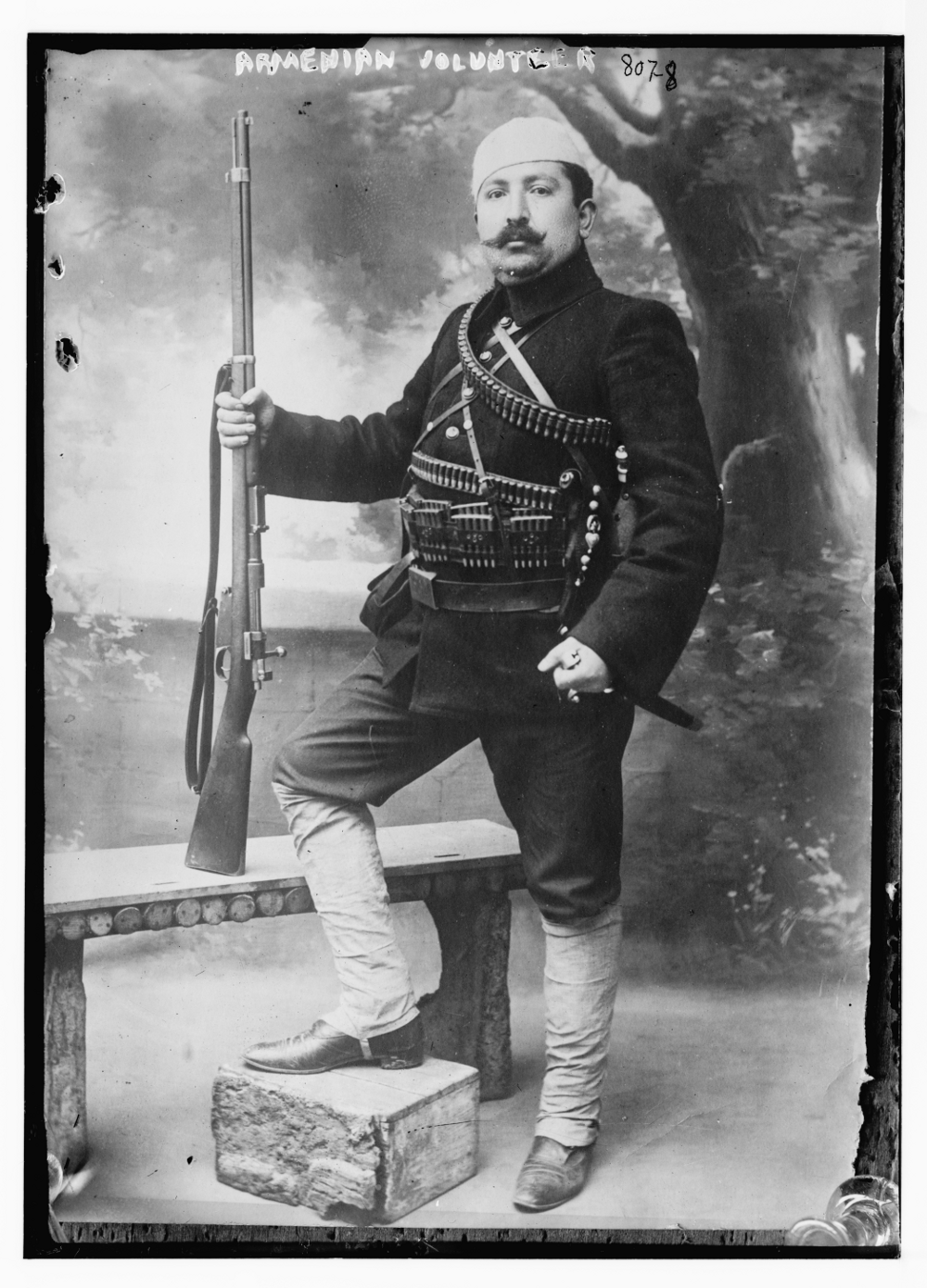
Un volontaire arménien (1915-1916).

#### 1916

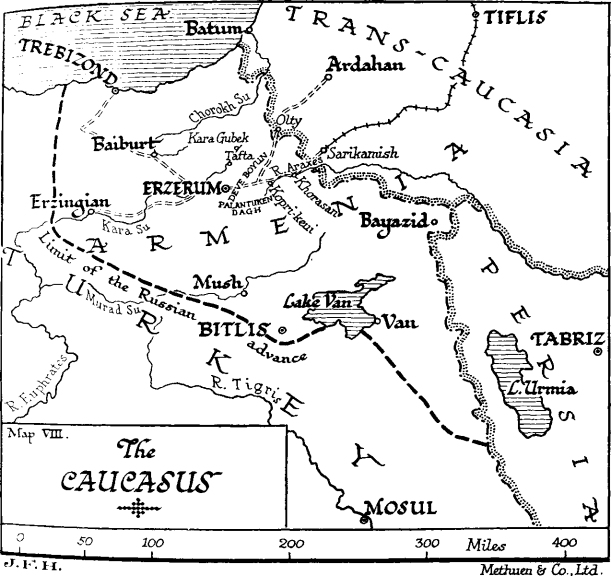
Administration de l'Arménie occidentale (république de Van) en 1916.

L'accomplissement le plus important de la première année de gouvernance arménienne est l'administration de l'Arménie occidentale (aussi appelée république de Van), dirigée par Aram Manukian. La république de Van est un gouvernement provisoire qui existe entre 1915 et 1918,,. On la désigne aussi brièvement comme le Vaspourakan Libre.
Andranik commande un bataillon qui bat Halil Pasha à la bataille de Bitlis en 1916.
Des négociations entre une délégation arménienne menée par Boghos Nubar et le Quai d'Orsay sont menées pour organiser le retour des Arméniens de Cilicie dans leurs foyers. Le ministre des Affaires étrangères Aristide Briand saisit cette occasion pour engager des troupes françaises en Cilicie et honorer les clauses des accords Sykes-Picot, alors encore secrets. Les dirigeants arméniens rencontrent d'ailleurs Sir Mark Sykes et Georges-Picot. La Légion d'Orient, force constituée de réfugiés arméniens du Musa Dagh, ainsi que de volontaires arméniens et syriens venus du Moyen-Orient, d'Europe et d'Amérique, est établie le 15 novembre 1916, sous le commandement du commandant Romieu. Elle est entraînée sur l'île de Chypre et participe à la campagne du Sinaï et de la Palestine sous le commandement du général anglais Edmund Allenby en 1918, contrairement à l'accord initial qui prévoyait d'envoyer cette force en Cilicie.

#### 1917

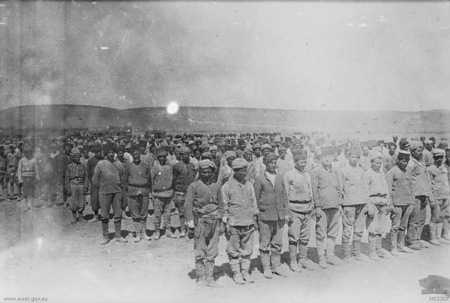
Bataillon arménien sous commandement britannique.

La révolution de février 1917 plonge l'armée russe stationnée sur le front du Caucase dans le chaos. Entre février et la fin de l'année 1917, la plupart des soldats russes rentrent chez eux. En juillet 1917, six régiments arméniens sont créés sur ce front avec le soutien d'organisations arméniennes de Tiflis et de Petrograd. En octobre 1917, deux divisions arméniennes ont déjà été créées, dirigées par Tovmas Nazarbekian. Début 1918, il n'y a que quelques milliers de volontaires arméniens encadrés par 200 officiers qui se dressent face aux attaques turques.
Au printemps 1917, Karekin Pastermadjian et Hakob Zavriev (en) sont envoyés du front du Caucase à Petrograd pour négocier avec le gouvernement russe temporaire à propos de la situation du Caucase. Karekin Pastermadjian part aux Etats-Unis en juin 1917 en tant que représentant du Conseil national arménien et en tant qu'envoyé spécial du catholicos de tous les Arméniens.
Le 5 décembre 1917, l'armistice d'Erzincan est signé entre les Russes et les Ottomans, mettant fin aux combats entre les deux pays. Après la prise de pouvoir des bolcheviques, un congrès multinational de représentants transcaucasiens se réunit pour créer un organe exécutif régional connu sous le nom de Commissariat transcaucasien.

#### 1918
En 1918, les autorités russes nomment Andranik général de division et le décorent 6 fois pour son courage. Il prend part à 59 engagements, voit plusieurs de ses chevaux tués alors qu'il les chevauchait, et continue à combattre après l'effondrement des armées du tsar.
Les fondations de la Première République arménienne sont construites par les Arméniens de Russie, notamment avec la fondation du Congrès national arménien en octobre 1917. La convention qui a lieu à Tiflis prend fin en septembre 1917 avec 203 délégués venus d'anciens territoires de la Russie impériale, dont 103 sont membres de la FRA. Le 3 mars 1918, après la signature de l'armistice d'Erzincan, les Russes signent le traité de Brest-Litovsk qui met fin à la guerre et ampute leur pays de certains territoires. Entre le 14 mars et le mois d'avril 1918 a lieu la conférence de paix de Trébizonde. Lorsque la Première République arménienne est proclamée en 1918, la FRA en devient le parti dirigeant.
Entre mars et avril 1918, Andranik est le gouverneur de l'administration de l'Arménie occidentale.
Karekin Pastermadjian est nommé ambassadeur de la république démocratique d'Arménie aux États-Unis.
Le plan d'origine pour fonder l'armée arménienne est de réunir les 60 000 soldats de Tovmas Nazarbekian's et les 30 000 fedaïs d'Andranik. Cependant, après la dissolution de la république fédérative démocratique de Transcaucasie, l'Empire ottoman s'empare d'Alexandropol et s’apprête à éliminer le centre névralgique de la résistance arménienne à Erevan. Après la fondation de la république d'Arménie en mai 1918, Andranik et ses hommes se battent aux côtés des unités de volontaires autrefois sous commandement russe contre les troupes ottomanes. Les Arméniens évitent leur complète extermination grâce aux victoires de Sardarapat, de Karakilisa et d'Abaran. Le nouvel État arménien est obligé de signer son premier traité, le traité de Batoum, le 4 juin 1918. L'Empire ottoman s'empare de larges portions de territoire arménien et impose de dures conditions, laissant seulement 10 000 km² à la République arménienne. Le commandement militaire d'Andranik est déterminant pour permettre le rapatriement de la population arménienne de Van dans le nouveau pays et lui éviter d'être massacrée par les Ottomans.
En juillet, les conflits ethniques avaient commencé dans le Zanguezour. Des messagers arméniens sont envoyés à Erevan pour réclamer des officiers et du matériel. La République ne peut alors pas soutenir les troupes irrégulières qui combattent dans le sud. Au moment crucial, Andranik arrive dans le Zanguezour avec une troupe de 3 à 5 000 hommes. En tant que commandant du Nakhitchevan, Andranik déclare qu'il est déterminé à continuer la guerre contre l'Empire ottoman. Il déploie son action à la jonction entre l'Empire ottoman et la république démocratique d'Azerbaïdjan, c'est-à-dire au Karabagh, dans le Nakhitchevan et dans le Zanguezour.
Début décembre 1918, Andranik est ses hommes se trouvent à 40 km de Chouchi, la ville la plus importante du Karabagh à l'époque. Juste avant la signature de l'armistice de Moudros, Andranik se trouve sur la route allant du Zangezour à Chouchi pour occuper la ville. En janvier 1919, avec l'avancée des troupes arméniennes, le général britannique William M. Thomson garantit à Andranik qu'un traité favorable serait négocié lors de la conférence de paix de Paris.
Le 26 juillet 1918, la république de Caspienne centrale, un gouvernement anti-soviétique soutenu par les Britanniques et mis en place par les Mencheviks et la FRA, succède à la suite d'un coup d’État à la commune de Bakou. Les forces militaires de Bakou, environ 6 000 hommes (en majorité des Arméniens et quelques Russes), sont alors commandées par le colonel Avetisov. Leur artillerie comprend 40 canons de campagne. La plupart des troupes soviétiques de Bakou ainsi que leurs officiers sont des Arméniens et des membres de la FRA. La république de Caspienne centrale tombe le 15 septembre 1918, quand les forces ottomano-azéries s'emparent de Bakou.

### Le chemin vers une Arménie unie

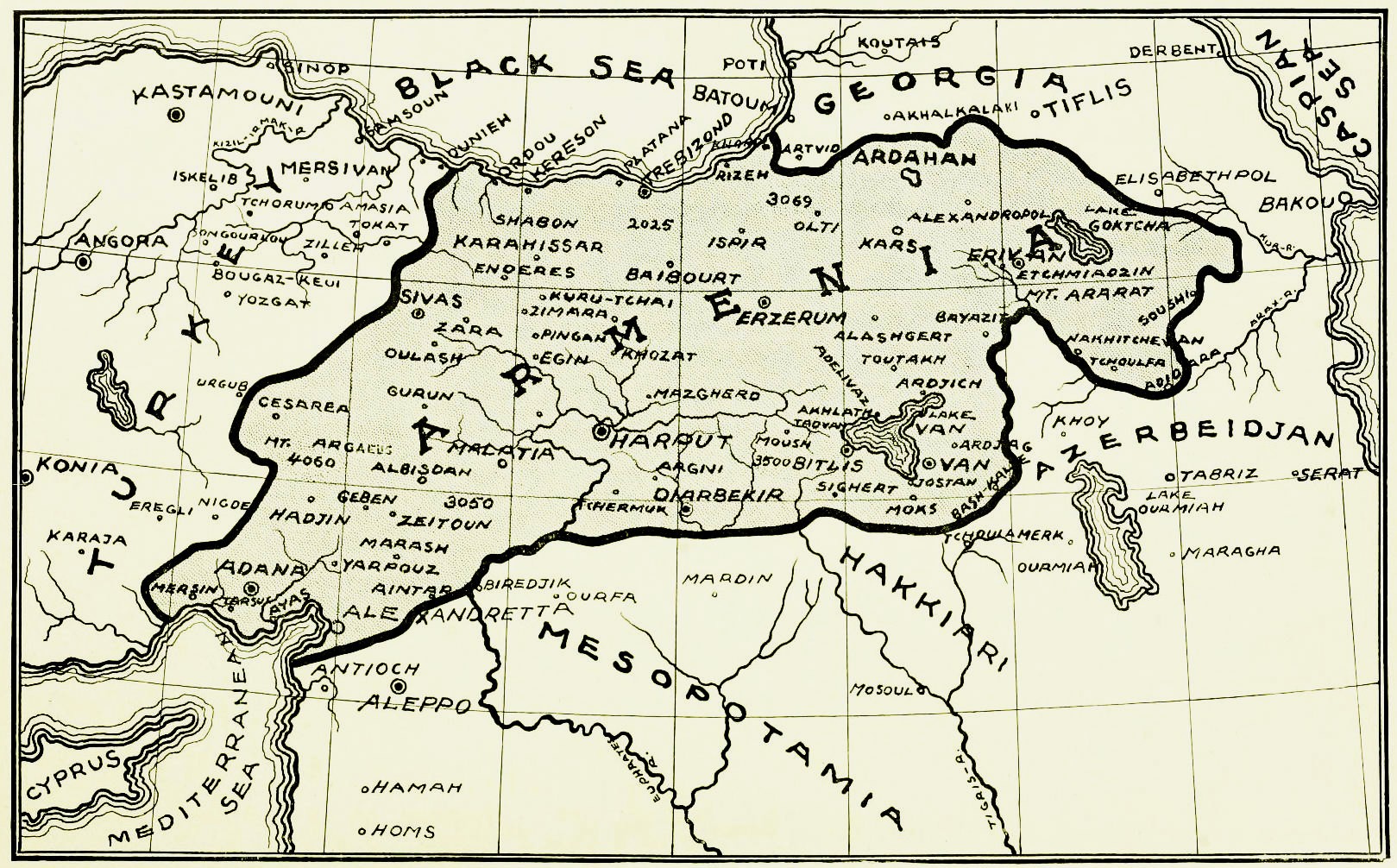
Carte officiellement présentée par la Délégation nationale arménienne à la conférence de paix de Paris,.

Le 30 octobre 1918, l'armistice de Moudros met fin à la guerre entre l'Empire ottoman et les Alliés au Moyen-Orient. Il met aussi fin à la campagne du Caucase pour l'Empire ottoman. À la fin de la guerre, l'Empire ottoman a perdu la campagne perse, la campagne du Sinaï et de la Palestine et la campagne de Mésopotamie, mais il a réussi à reconquérir tous ses territoires sur le front russe. Le 5 décembre 1917 est signé l'armistice d'Erzincan, le 3 mars 1918 le traité de Brest-Litovsk, puis le 14 mars s'ouvre la conférence de paix de Trébizonde (en) et, le 4 juin 1918 est signé le traité de Batoum.
En 1919, Avetis Aharonian mène la Délégation de la République arménienne à la conférence de paix de Paris, tandis que Boghos Nubar y est présent avec sa Délégation nationale arménienne. Fin 1919, Antranik conduit une délégation aux États-Unis pour obtenir un mandat américain pour l'Arménie, accompagné du général Jaques Bagratuni (en), du capitaine Haig Bonapartian et du lieutenant Ter-Pogossian. Dans la ville de Fresno, il organise une levée de fonds qui récole 500 000 $pour venir en aide aux réfugiés arméniens
Avetis Aharonian signe le traité de Sèvres qui met en place une « Arménie Wilsonienne » en collaboration directe avec la diaspora arménienne. Ce traité est signé entre les Alliés et l'Empire ottoman dans la ville française de Sèvres le 10 août 1920. L'article 88 stipule que la Turquie reconnaît l'indépendance et la liberté de l'Arménie. Le tracé des frontières définitives est cependant laissé au président américain Woodrow Wilson et au département d'État des États-Unis, et n'est présenté à l'Arménie que le 22 novembre. Ainsi, l'expression « Arménie Wilsonienne » correspond aux frontières de l’État arménien définies par le traité de Sèvres et dessinées par Woodrow Wilson.

## Actions dans l'entre-deux-guerres

### Conflits territoriaux

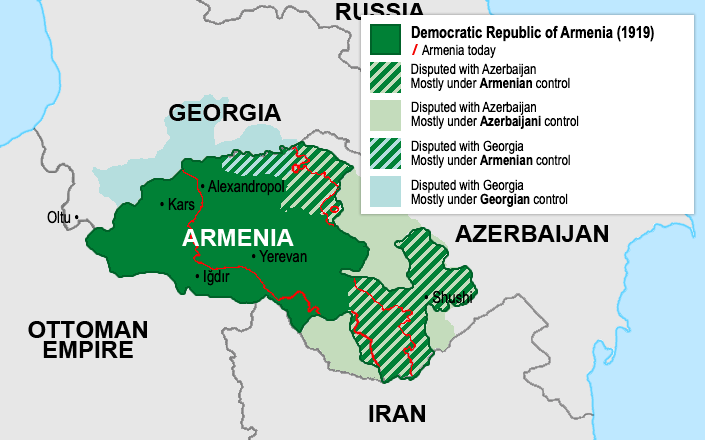
Le premier État arménien reconnu par la communauté internationale.

Le 24 septembre 1920 débute la guerre arméno-turque. Les négociations ont lieu entre Kâzım Karabekir et une délégation arménienne menée par Alexandre Khatissian à Alexandropol (Gyumri aujourd'hui). Les conditions de paix proposées par les Turcs sont très contraignantes pour les Arméniens, mais ces derniers n'ont pas d'autre choix que les accepter. Ainsi, le traité d'Alexandropol, qui remplace le traité de Batoum (4 juin 1918) est signé entre la république démocratique d'Arménie et les Turcs le 3 décembre 1920, après la chute du gouvernement arménien à la suite de l'invasion soviétique le jour précédent.
L’Azerbaïdjan revendique la plupart du territoire de la république d'Arménie, demandant tout ou partie des anciennes provinces impériales russes d'Elizavetpol, de Tiflis, d'Erevan, de Kars et de Batum. Des affrontements ont lieu à la frontière entre l'Arménie et l’Azerbaïdjan ont lieu en 1919 et 1920, en particulier dans les régions du Nakhitchevan, du Karabagh et de Syunik (Zanguezour).
En mai 1919, Dro mène une unité expéditionnaire et s'empare du Nakhitchevan.

### Soviétisation et exil des dirigeants arméniens
Cependant, malgré le contrôle qu'exerce la Fédération révolutionnaire arménienne sur l’État arménien à travers le ministre de la Défense Drastamat Kanayan et le ministre de l'Intérieur Aram Manoukian, la FRA est incapable d'empêcher l'invasion soviétique de la Première République arménienne par le nord, invasion qui se conclut par une victoire et la prise de contrôle de l'Arménie par les Soviétiques fin 1920. Il ne faut d'ailleurs pas oublier qu'un large mouvement de communistes arméniens participe et soutient l'invasion. La XIe Armée Rouge commence son irrésistible avancée le 29 novembre 1920 sans jamais vraiment rencontrer une quelconque résistance et entre à Erevan le 6 décembre.
Le transfert de pouvoir a lieu le 2 décembre 1920 à Erevan. Les dirigeants arméniens se soumettent à l'ultimatum formulé par le représentant soviétique Boris Legran (en). L'Arménie accepte de rejoindre la sphère soviétique. La FRA est quant à elle interdite, ses dirigeants sont exilés et beaucoup de ses membres se dispersent dans différentes parties du monde. Par exemple, Nikol Aghbalian (en), ministre de l’Éducation et de la Culture, est exilé au Liban, où il dirige de séminaire Nshan Palanjian à Beyrouth.
Daniel Bek-Piroumian est arrêté et exécuté par les Bolchéviques à Karakilisa (Vanadzor) en 1921. En 1937, pendant les Grandes Purges organisées par Staline, le NKVD arrête Movsès Silikian, Christophor Araratov (en), Dmitry Mirimanov, Aghasi Varosyan, Stepan Ohanesyan, Hakob Mkrtchyan and Harutyun Hakobyan, les emprisonne puis les fait exécuter à Nork.
Le traité de Kars est signé le 13 octobre 1921 par le ministre des Affaires étrangères arménien Askanaz Mravian et le ministre de l'Intérieur Poghos Makintsian, et est ratifié à Erevan le 11 septembre 1922. Ce traité est à l'origine des frontières actuelles entre la Turquie et les pays du Caucase du sud concernant les terres arméniennes et permet de mettre temporairement un terme aux différends territoriaux nés après la campagne du Caucase.

### Cilicie et la Légion arménienne française

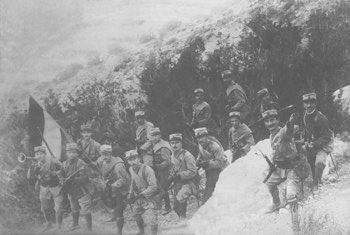
Légionnaires de la Légion arménienne.

En janvier 1920, le mouvement national turc (tr) fait avancer ses troupes dans la ville de Marash, ce qui provoque la bataille de Marach entre les forces turques et les forces françaises, dont la Légion arménienne. La bataille est une défaite française et, après le retrait des Français, entre 5 000 et 12 000 Arméniens sont massacrés, sonnant le glas final de la communauté arménienne de Cilicie.
La France dissout la Légion arménienne peu après le début de la campagne de Cilicie. L'un des légionnaires, Sarkis Torossian, écrit dans son journal qu'il soupçonne les troupes françaises d'avoir donné des armes et des munitions aux Kémalistes en échange d'un corridor de sortie pour l'armée française hors de Cilicie.
Le traité de paix de Cilicie entre la France et le mouvement national turc est signé le 9 mars 1921. Son but est de mettre fin à la guerre franco-turque, mais c'est un échec et c'est pourquoi il est remplacé par le traité d'Ankara le 20 octobre 1921.

### République arménienne de la montagne (1922)
Le 18 février 1921, la FRA engage une rébellion anti-soviétique à Erevan et s'empare du pouvoir, tenant la région autour de la capitale arménienne pendant 42 jours avant que les troupes arméniennes ne soient finalement vaincues par une Armée rouge numériquement supérieure en avril 1921. Les chefs de l'insurrection se réfugient dans la région de Syunik. Le 26 avril 1921, le 2e Congrès Pan-Zangezoureian, qui se tient à Tatev, proclame l'indépendance des régions autonomes de Daralakyaz (Vayots Dzor), du Zanguezour et de la région montagneuse de l'Artsakh, sous le nom de République arménienne de la montagne, puis sous celui de république d'Arménie le 1er juin 1921.
Après des mois de violents combats contre l'Armée rouge, la petite république indépendante capitule en juillet 1921 avec la promesse de l'Union soviétique de conserver la région montagneuse arménienne dans le découpage de l'Arménie soviétique. Après la défaite, de nombreux dirigeants et intellectuels arméniens, comme Garéguine Njdeh et ses soldats, traversent la frontière iranienne pour se réfugier dans la ville voisine de Tabriz.

### Opération Némésis
L'Opération Némésis est le nom de code donné par la FRA à l'opération secrète visant dans les années 1920 à assassiner les commanditaires turcs du génocide arménien. Les agents chargés de la planification et des assassinats de l'opération, comme Shahan Natalie et Soghomon Tehlirian, sont eux-mêmes des survivants du génocide. L'opération, qui a lieu entre 1920 et 1922, aboutit à l’exécution d'un certain nombre de personnalités politiques et militaires de l'Empire ottoman, du ministre de l'Intérieur de l'Azerbaïdjan et de certains Arméniens ayant œuvré contre la cause arménienne.

## Accomplissements du mouvement

### Fondation d'un État arménien

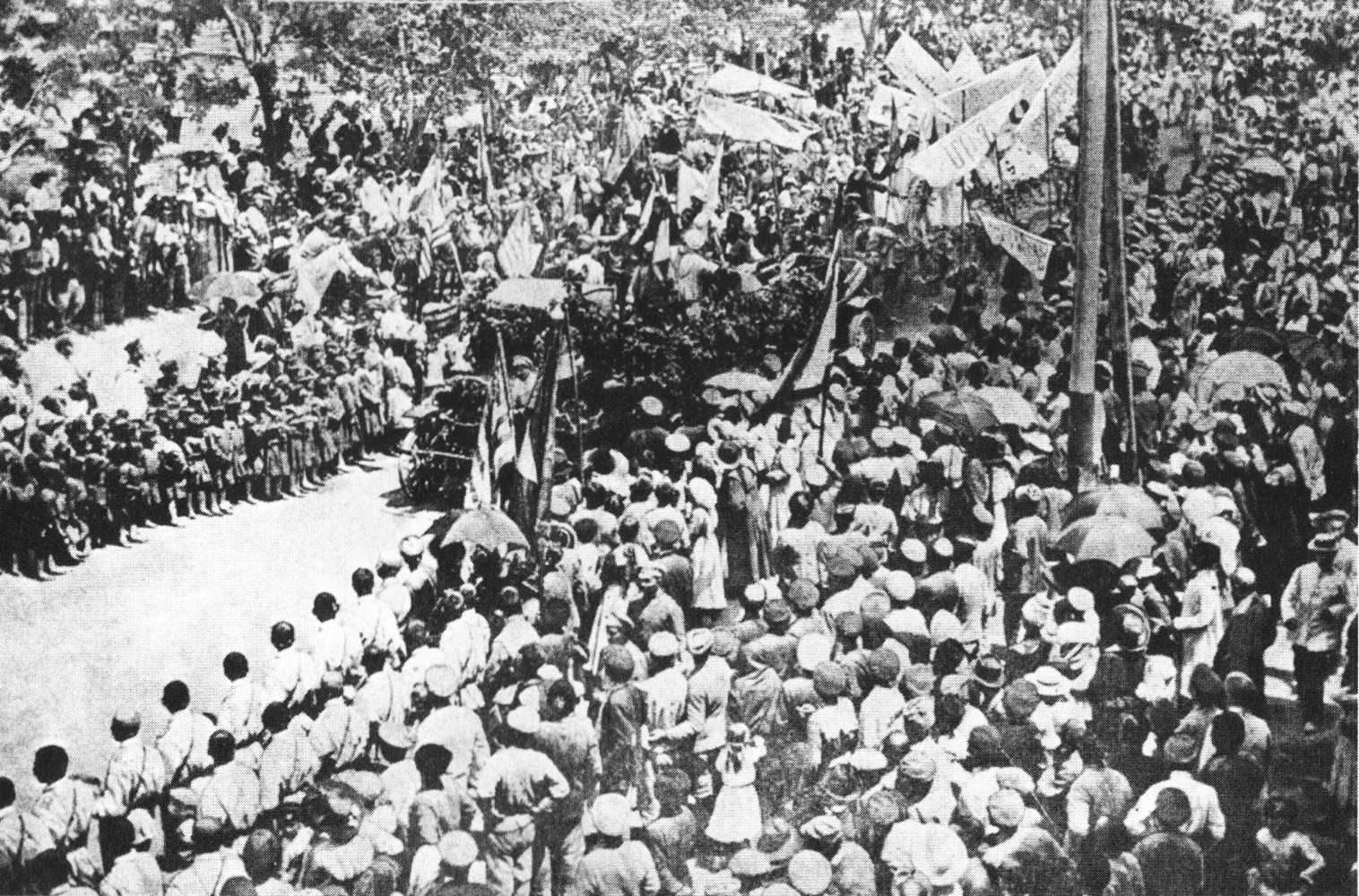
Arméniens célébrant la première année de la proclamation de leur pays le 28 mai 1919 à Erevan.

La Première République arménienne est le premier État moderne arménien. Les membres du gouvernement sont principalement issus de la Fédération révolutionnaire arménienne ainsi que des autres partis ayant participé à la fondation du nouvel État, qui était indéniablement arménien : en effet, le recensement russe fait alors état de 2 000 000 d'Arméniens dans l'Empire russe et environ 1 300 000 d'entre eux se trouvaient à l'intérieur des frontières du nouveau pays, auxquels il faut ajouter 300 000-350 000 réfugiés venus de l'Empire ottoman. On trouve aussi entre 350 000 et 400 000 personnes appartenant à d'autres ethnies. Ainsi, c'est environ 1 650 000 Arméniens (d'origines russe et ottomane) sur 2 000 000 d'habitants que compte la Première République arménienne, ce qui en fait, sans conteste, un État arménien.
L'historien Richard G. Hovannisian explique ainsi les conditions de la résistance :

« À l'été 1918, le Conseil national arménien transfère à contrecœur son siège de Tiflis à Erevan pour prendre le relai de l'administration de la république des mains du dictateur populaire Aram Manoukian et du commandant militaire renommé Drastamat Kanayan. Il commence ensuite la tache colossale de construire une machine administrative nationale dans un pays isolé, enclavé et en proie à une grande misère. Ce n'était ni l'autonomie, ni l'indépendance rêvée par les intellectuels arméniens et pour laquelle une génération entière a été sacrifiée. Cependant, au fur et à mesure que les évènements continuaient de suivre leur cours, c'était là que le peuple arménien était destiné à continuer son existence nationale »

— R.G. Hovannisian

### Héritage culturel
Il existe aujourd'hui un musée des fédaïs à Erevan nommé en l'honneur du général Andranik Ozanian.